# I Am Number Four
I Am Number Four är en roman från 2010 av Pittacus Lore (pseudonym för James Frey och Jobie Hughes). Det är den första i den sju böcker långa serien Lorien Legacies. Boken publicerades av HarperCollins den 3 augusti 2010.